# Josef Dolívka
Josef Dolívka (9. března 1934, Olomouc – 17. března 2021) byl český regionální publicista, sběratel výtvarného umění, autor článků o výtvarném umění a kurátor výstav.

## Životopis
Josef Dolívka absolvoval roční grafickou školu v Olomouci a krátce pracoval jako aranžér.
Josef Dolívka žil v Kostelci na Hané, kde v 60. letech působil jako předseda MNV. V této funkci se zasloužil o vybudování pomníku Petra Bezruče. Byl i předsedou Spolku přátel Petra Bezruče. Založil Klub přátel výtvarného umění v Prostějově a od roku 1988 byl jeho předsedou.
Věnoval se popularizaci výtvarného umění a především ex libris.
Publikoval čláky o prostějovských osobnostech v Prostějovském deníku.

## Ocenění
- Cena města Prostějova (2006)[3]

## Dílo
- DOLÍVKA, Josef: Výtvarníci prostějovského regionu. Prostějov 2007. ISBN 978-80-254-3976-0.